# 오봉역 (경흥)
오봉역(梧鳳驛)은 함경북도 경흥군에 있는 회암선의 철도역이다.

## 역사
- 1942년 9월 10일 : 개통